# Anatolij Roszczin
Anatolij Aleksandrowicz Roszczin (ros. Анатолий Александрович Рощин, ur. 10 marca 1932 w Gawierdowie, zm. 5 stycznia 2016 w Petersburgu) – radziecki zapaśnik. Trzykrotny medalista olimpijski.
Walczył w stylu klasycznym, w najwyższej kategorii: ciężkiej (powyżej 97 kilogramów), a następnie superciężkiej (powyżej 100 kilogramów). Brał udział w trzech igrzyskach (IO 64, IO 68, IO 72), za każdym razem zdobywał medale. W 1964 i 1968 zajmował drugie miejsce w wadze ciężkiej. W 1972, w wieku 40 lat, triumfował w nowej wadze superciężkiej. Był mistrzem świata (1963, 1969, 1970), a także srebrnym (1962, 1967, 1971) medalistą tej imprezy. W 1966 został mistrzem Europy.